# 499 Venusia
499 Venusia је астероид са пречником од приближно 81,38 km.
Афел астероида је на удаљености од 4,860 астрономских јединица (АЈ) од Сунца, а перихел на 3,157 АЈ.
Ексцентрицитет орбите износи 0,212, инклинација (нагиб) орбите у односу на раван еклиптике 2,090 степени, а орбитални период износи 2932,178 дана (8,027 година).
Апсолутна магнитуда астероида је 9,39 а геометријски албедо 0,046.
Астероид је откривен 24. децембра 1902. године.